# 3254 Bus
3254 Bus è un asteroide della fascia principale. Scoperto nel 1982, presenta un'orbita caratterizzata da un semiasse maggiore pari a 3,9547748 UA e da un'eccentricità di 0,1642577, inclinata di 4,44624° rispetto all'eclittica.
Dal 2 luglio al 29 settembre 1985, quando 3288 Seleucus ricevette la denominazione ufficiale, è stato l'asteroide denominato con il più alto numero ordinale. Prima della sua denominazione, il primato era di 3101 Goldberger.
L'asteroide è dedicato all'astronomo statunitense Schelte John Bus.